# František Kotlaba
František Kotlaba (Vlastiboř, 20 mei 1927 - Praag, 11 juni 2020) was een Tsjechische botanicus en mycoloog.

## Wetenschappelijke carrière
Na zijn diploma in natuurwetenschappen en pedagogiek te hebben behaald aan de Karelsuniversiteit Praag, kreeg Kotlaba in 1957 een post in het Nationaal Museum in Praag. Van 1962 tot 1990 was hij wetenschappelijk medewerker van de Academie van Wetenschappen van de Tsjechische Republiek in Průhonice.  Kotlaba zat lange tijd in de redactie van het tijdschrift Mykologické listy en was de auteur van verschillende boeken, waarvan sommige van populair-wetenschappelijke aard. Het mycologische tijdschrift Česká Mykologie, waaraan hij talrijke bijdragen leverde, droeg een editie aan hem op ter gelegenheid van zijn tachtigste verjaardag in 2007. Ook in 2007 werd een geslacht van Polypores, Frantisekia, naar hem vernoemd.

## Onderzoek
Kotlaba's belangrijkste onderzoeksgebieden waren taxonomie, geografische spreiding en ecologie van plaatzwammen en boleten. Daarnaast publiceerde hij verschillende werken over het behoud van paddenstoelen.  Met Zdenek Pouzar in 1972 beïnvloedde hij de schimmeltaxonomie door de paddenstoelenfamilies Entolomataceae en Pluteaceae voor het eerst te definiëren in Ceská Mykologie. Deze familienamen zijn momenteel nog in gebruik.

## Taxa
Naar hem vernoemde taxa:
- Frantisekia Spirin & Zmitr. 2007
- Kotlabaea Svrček 1969
- Geastrum kotlabae VJStaněk 1958
- Junghuhnia kotlabae Pouzar 2003
- Pleurotus kotlabae Pilát 1953
- Tulostoma kotlabae Pouzar 1958